# Dirk Schümer
Dirk Schümer (* 1962 in Soest, Nordrhein-Westfalen) ist ein deutscher Journalist, Übersetzer und Korrespondent.

## Leben
Schümer beendete 1981 seine Schulausbildung mit dem Abitur und absolvierte anschließend ein zweijähriges Volontariat bei der Westfalenpost. Danach leistete Schümer in Tübingen seinen Zivildienst und studierte im Anschluss Germanistik, Philosophie und mittelalterliche Geschichte in Hamburg, Paris und Basel.
Anfang der 1990er Jahre wurde er für die Frankfurter Allgemeine Zeitung tätig, ab Januar 1991 als Redakteur im Feuilleton bei den Geisteswissenschaften. 1993 kehrte er nach kurzer Tätigkeit als Kulturreporter beim Spiegel zur FAZ zurück und war wieder im Bereich Feuilleton tätig. 1995 und 1996 war Schümer Gastdozent für Journalistik an den Universitäten Essen und der Reichsuniversität Groningen. Anfang 1996 wurde er Korrespondent der FAZ für Norddeutschland, die Niederlande und den europäischen Norden mit Sitz in Hamburg.
Im März 2000 zog Schümer für mehrere Jahre als Europakorrespondent nach Venedig. Er verfasste Reportagen und Rezensionen über europäische, vor allem italienische Themen. 2004 löste er Dietmar Polaczek als alleiniger Kulturkorrespondent der FAZ für Italien ab; zwischenzeitlich (2009–2012) arbeitete er in ähnlicher Funktion von Wien aus.
2012 kehrte Schümer nach Venedig zurück. Nach dem Tod des FAZ-Herausgebers Frank Schirrmacher wechselte er zum 1. November 2014 in gleicher Funktion zur Welt-Gruppe, für die er über europäische Themen, Politik, Gesellschaft und Kultur berichtet.
Schümer übersetzte zusammen mit Stefanie Peter das Buch Geliebtes Tier. Die Geschichte einer innigen Beziehung (1994) von Midas Dekkers aus dem Niederländischen. 2022 veröffentlichte Schümer seinen ersten Roman Die schwarze Rose, der thematisch und zeitlich in Form der Weitererzählung der fiktiven Lebensgeschichte des Franziskanermönchs William von Baskerville an den Weltbestseller von Umberto Eco Der Name der Rose anknüpft. Ebenso wie im Roman Der Name der Rose wird erzähltechnisch der Hergang aus der Ich-Perspektive eines Novizen (Wittekind Tentronk) berichtet. 
Dirk Schümer ist berufenes Mitglied der Deutschen Akademie für Fußball-Kultur.

## Werke
- Die alten Soester. Vom Alltag der Leute in einer mittelalterlichen Großstadt. Ein Lesebuch mit ernsten und komischen Geschichten zu Nutz und Frommen der wißbegierigen Nachfahren. Verlag der Ritterschen Buch- und Kunsthandlung, Soest 1992, ISBN 3-9801714-2-6.
- Gott ist rund. Die Kultur des Fußballs. Berlin Verlag, Berlin 1996 (TB 1998, ISBN 3-518-39351-0).
- Die Kinderfänger. Ein belgisches Drama von europäischer Dimension. Siedler Verlag, Berlin 1997 (TB 1999, ISBN 3-442-75549-2).
- Das Gesicht Europas. Ein Kontinent wächst zusammen. Hoffmann und Campe Verlag, Hamburg 2000 (TB dtv, ISBN 978-3-423-34058-8).
- Leben in Venedig. Mit Illustrationen von  Oliver Sebel. Ullstein, München 2003 (TB 2004, ISBN 978-3-548-60435-0).
- Zu Fuß. Eine kurze Geschichte des Wanderns. Malik Verlag, München 2010, (TB 2012, ISBN 978-3-492-27495-1).
- Schland. Wie der Fußball Deutschland neu erfunden hat. Piper Verlag, München 2010, ISBN 978-3-492-25981-1.
- Hofnarren, mit Illustrationen von Martial Leiter, Vontobel-Stiftung, Zürich 2012.
- Touristen sind immer die anderen. Hanser Verlag, München 2014, ISBN 978-3-446-24356-9.
- Die schwarze Rose. Roman. Zsolnay Verlag, Wien 2022. ISBN 978-3552072503.
  - Die Schwarze Rose, Hörbuch, gelesen von Nico Holonics, Regie: Uli Lampen, 25:19 Stunden, SWR 2022[5]
- Die schwarze Lilie. Roman. Zsolnay Verlag, Wien 2023, ISBN 978-3-552-07356-2.

## Auszeichnungen
- 2014 wurde Dirk Schümer mit dem Erich-Fromm-Preis ausgezeichnet. Die Auszeichnung erfolgte dafür, dass er „mit seinen Beiträgen unermüdlich das Humane in Erinnerung“ rufe, das „die verschiedenen Kulturen Europas“ verbinde.[6]
- 2014: Premio Venezia des Istituto Veneto di Scienze, Lettere ed Arti